# DJ chan森 TOKYO
DJ ちゃん森tokyo PARIS LONDON（本名：森 雄一（もり ゆういち） ）は、日本のお笑い芸人/MCパフォーマー。2013年3月デビュー。
千葉県柏市出身。血液型AB型。

## 来歴
- 身長178cm、体重75kg。千葉県立柏陵高等学校、私立四大政治経済学部卒業。
- 特技は、バスケットボール、MCパフォーマンス
- 中学時代にバスケットボール部で柏市選抜、高校時代千葉県選抜。後輩には、元プロバスケットプレイヤー藤野素宏がいる。芸人を集めてバスケ部で活動しつつ、子供達に教える「バスケットボール教室」のコーチもしている。
- 趣味は、電動自転車・カラオケ・トイレ/風呂掃除・洗車
- 大学卒業後、大手通信会社でサラリーマンをしていたが、2006年6月にお笑いコンビレッドクリスマスを結成。見た目とはギャップがあり、実はかなりの慎重な性格からサラリーマンを辞めずに並行して活動。
- NHKパフォー優勝、M-1グランプリ3回戦、G-1グランプリ準優勝、SMAホープ大賞ファイナリストなど好成績を残してきたが、2013年2月の「森羅塾」の時に解散を発表。
- その翌3月から「レッドクリスマス森」としてピン芸人活動を開始。その後「レックリ森」→「ちゃん森」→「chan森」→「森」→「DJ chan森 TOKYO」→「DJ chan森 TOKYO PARIS LONDON」→と「DJ ちゃん森tokyo PARIS LONDON」芸名を変更している。
- ピン芸人として、SMAの金の卵芸人まで勝ち上がる。
- 2014年ブリッコ明美（元「保母さんず」）の猛烈なアピールにより「スーパーRZ」を結成。ブリッコ明美の息子とちゃん森が同年代のことから、親子のコンビのようにイジられる。
- 2015年コンビ「スーパーRZ」はあけみちゃんがネタを全く覚えないことから、セリフを短くさせると、ピン芸人しゅうちゃんが加入しトリオとなった。
- スーパーRZとして、浅草リトルシアター・ラスタ原宿での活動を増やし、浅草芸人の環境で力をつけ、SMAの金の卵芸人まで勝ち上がる。
- 2017年レッドクリスマス時代から所属していたSMA neet projectを退社。
- 2017年ウーマンラッシュアワー村本からの紹介で、よしもと「ギャラクシーバトル＠ラクーン大宮」に出演し最上級クラスのＧＯＬＤ芸人となる。
- 2018年相方のあけみちゃんが乳がんを発表後、しゅうちゃんは脱退を発表し、トリオのスーパーＲＺは実質ちゃん森だけとなる。
- 2018年結婚式の2次会や企業イベントを行う(株)メイションの「2次会くん」・「イベモン」に所属し、アナウンサー・ラジオDJ・俳優・芸人が多数所属する中、初年度新人賞・2年目で司会部門全国1位となり、3年目でも司会部門全国1位の2連覇の快挙。以降、プレイヤーをやりながら、MC講師となり次世代のMCの育成に携わる。
- 韓流アーティストのイベントMCを担当、全く知らない韓流の知識がない中、カンペが全て韓国語で苦労する。
- 2018年同じ会社で働くスリランカ人イシャンを誘い、オヤゴッランタ・ハムヴィーマ・ゲナ・ボホマ・サントーシャイを結成。
- コンビ名の日本語の訳は、「皆さんにお会いできて、めちゃくちゃ嬉しいです。」
- 2019年4月営業部の部長に就任したが、社員には「ちゃん森部長」の名前でフラットに呼ばれている。
- 2020年転職とコロナ期間を機に、お笑いライブの活動に幕を閉じ、サラリーマンの生活を中心に、放送作家、企業イベントのMC＆企画で活動。
- 2021年教育関係の知人からの依頼で、中学生向けに『お笑いコミュニケーション学』を特別講師として登壇。年末に開催されたイベントでは、MCをコウメ太夫と行い、会場満員の盛り上がりを見せる。
- 2022年『お笑い学』の噂を聞きつけた小学校からの依頼で、6年生全体に『キャリア教育〜お笑い芸人編〜』を開催。講義終盤の『言葉の大切さ』が現場にいた教育関係者からの反響があり、他の小学校への展開となっている。

## 芸風
- しゃべりを活かしたネタや、映像やものまねなど、一つの形にとらわれないスタイルを取っている。
  - インカムを使っての実況中継ネタ。
  - 舞台で、ニコニコ生放送を演出し、オタク達に批判されたり、番組がハッキングされ邪魔されるネタ。
  - サラリーマン経験を活かしたPowerPointを使った営業MTGネタ。
  - お化け屋敷のアトラクションを演出した「呪いの舘」ネタ。
  - 映画館のおかしな予告編にツッコミまくるネタ。
  - 事務所の先輩AMEMIYAをものまねした「NISEMIYA」で、「パクリ芸人始めました。」ネタ。

## 出演番組

### テレビ
- 爆笑オンエアバトル （NHK総合）
- 笑っていいとも！（フジテレビ）
- 爆笑トライアウト（NHK総合）
- パフォー!～漫才虎の穴～（NHK総合）
- お笑い図鑑 ハマヌキ（テレビ神奈川）
- 部活オーレ 夕やけJUMP!（J:COM横浜）レポーター
- HOME TOWN（J:com東葛飾）

### ラジオ
- MOZAIKU（ベイエフエム）
- えんかe-じゃん（ニッポン放送）
- お笑い!ネタとこ勝負

### インターネット配信
- ワッチミー!TV×TV
- STICKAM フォトグラファーオガワブンゴに教えて下さい（準レギュラー）
- STICKAM AIVETV
- 新宿西口ウェストゲートパーク
- 侍ライダーチャックの元気がでるTV
- 侍ライダーチャックの恋の空回り
- 嗚呼! しらきのお笑い給湯室
- 公式ニコ生厨房じゃないですよ～♪in日暮里プロモBOX パーソナリティー
- GrumoTV パーソナリティー